# Илиева нива
Илиева нива е местност край село Глумово, община Ивайловград. През нея преминава първокласният път от Ивайловград за Крумовград.
По време на Разорението на тракийските българи през 1913 година редовната османска войска избива над 200 пеленачета, скрити на южния бряг на река Арда - деца на българи, бягащи от Южна Тракия и преследвани от тази войска.
През 1996 г. в местността е издигнат мемориалът „Илиева нива“ в памет на 40 000 изклани тракийски бежанци, на опожарените им и разграбени селища и на тези невинни деца, убити от турците тук. Издигането му е отдавнашна идея на тракийци и на родения в Дедеагачкото село Лъджакьой скулпор Стою Тодоров, но е реализирана от други творци едва в края на ХХ век.
Край мемориала, състоящ се от параклис, паметник и чешма, всяка година около Международния ден за защита на децата на 1 юни се провежда „Националният младежки тракийски събор - Ден на тракийското дете“. Традиционно организатори са община Ивайловград и Съюзът на тракийските дружества в България.

## Други
На Илиева нива е наречена улица в квартал „Димитър Миленков“ в София (Карта).